# Johan Mathias Sommarström
Johan Mathias Sommarström, folkbokförd Johan Mattias, född 7 juli 1973 i Kristinehamn, är en svensk journalist och utrikeskorrespondent. Han arbetar för närvarande (2024) som Internationell korrespondent för Sveriges Radio efter att tidigare ha arbetat som Mellanöstern- och Turkietkorrespondent med bas i Istanbul men har även varit stationerad i Kairo och London.

## Biografi

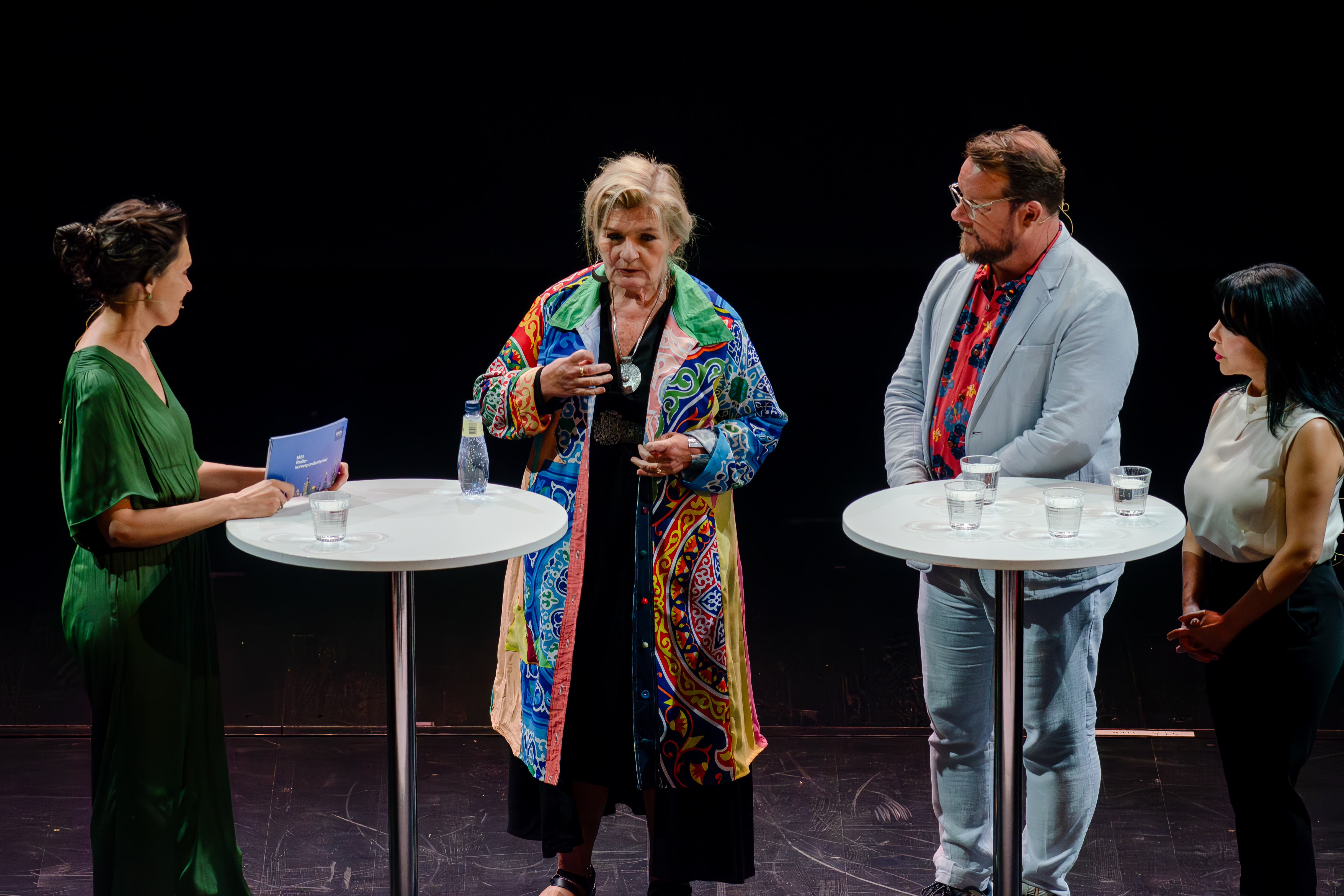
Sommarström på Kulturhuset Stadsteatern i Stockholm 2024. Till vänster och höger om Sommarström står utrikeskorrespondenterna Samar Hadrous och Cecilia Uddén.

Sommarström har studerat geologi vid Stockholms universitet. Han bedrev också studier inom journalistik och samhällsvetenskap. Sommarström började arbeta som journalist 1987 då han anlitades vid den lokala sportredaktionen på Sveriges Radio i Dalarna. Därefter anlitades han som reporter, kommentator och programledare och fick därefter arbeta som nyhetsreporter, presentatör och producent. År 1995 påbörjades en anställning på SR Gävleborg där han arbetade som programledare, reporter och producent. År 2000 kom han till SR Ekots nattredaktion där han under flera år arbetade som presentatör. Han har sedan 2008 varit anställd på Sveriges Radios utrikesredaktion där han främst bevakat Mellanöstern. Från 2016 var han utrikeskorrespondent baserad i Istanbul med Mellanöstern och Turkiet som bevakningsområde.
Sommarström har sedan starten bevakat den arabiska våren, där han bland annat varit på plats i Tunisien under revolutionen, Libyen under inbördeskriget, Syrien under inbördeskriget, Irak under inbördeskriget, och Egypten. Han har blivit känd som krigskorrespondent vid konflikthärdar som Gazaremsan, Irak, Syrien, Libyen och även Ukrainakriget dit han skickades för att bevaka Rysslands invasion på plats. Han har bland annat rapporterat om Libyens tidigare president Muammar Khadaffis död. Han har också bevakat diverse terrordåd. År 2017 blev han beskjuten av terrorgruppen Islamiska staten under ett uppdrag i Mosul i Irak.
Han har som en av få internationella journalister i världen genomfört flera resor i Jemen, som enligt FN är världens värsta pågående katastrof. Han har där besökt både regeringskontrollerade och rebellkontrollerade områden, och har särskilt fokuserat på barns utsatthet i inbördeskriget.
Under Gazakriget 2014 blev en bild tagen av Sommarström på en pojke med en hemmagjord skyddsväst, tillverkad av en soppåse, spridd i internationell media.
Den 1 september 2024 tillträdde Sommarström som Internationell korrespondent, en specialsatsning inom utrikesredaktionen på Ekot och Sveriges Radio. I den nya rollen kommer han att vara baserad i Stockholm men ha hela världen som arbetsplats. Fokus kommer att ligga på det allvarliga säkerhetsläget i världen och att vid behov jobba nära andra korrespondenter med dessa frågor.

### Familj
Johan Mathias Sommarström är son till journalisten Alf-Jan Hansson (1946–2015) och läraren Lilly Hansson (född 1949). Han är gift med läraren Elin Sommarström och har med henne tre barn.

## Utmärkelser
- 2017 – Stora Ekopriset, Sveriges Radio. "För att under ett dramatiskt år i Turkiet och Mellanöstern djärvt ha förmedlat röster, skapat bilder och sammanhang åt den svenska radiopubliken.
- 2020 – Nominerad till Röda Korsets journalistpris. "För idog bevakning av Jemens och den humanitära katastrofen"
- 2021 – Publicistklubbens stora pris. "För sin förmåga att se det stora i det lilla långt ifrån våra breddgrader. Med ögon lånade av svältande barn och utmattade kvinnor, skildrar han krigen som dödar och låser in. Med sitt klingande dalmål tar han också med   radiolyssnarna till överjordiskt vackra bergstrakter i Jemen där doften av det välkända mockakaffet odlas av unga entreprenörer som drömmer om en annan framtid."[11]
- 2022 – Nominerade till Stora journalistpriset tillsammans med kollegan Lubna El-Shanti i kategorin "årets röst", för deras arbete i krigets Ukraina.[12]